# Stigsnæsværkets Havn
Stigsnæsværkets Havn er en stor dybvands- og transithavn, der ligger på Stigsnæs i Sydvestsjælland tæt ved Stigsnæsværket og syd for Skælskør. Den er Sjællands dybeste havn med ca. 18 meter, og kan dermed tage meget store skibe i forhold til andre havne i Danmark.
Tidligere var havnen en stor transithavn for olie og kul, men efter Olieraffinaderiet på Stigsnæs lukkede i 1997 og Stigsnæsværket lukkede i 2012, er aktiviteterne på havnen faldet. Men efter at værkets ejer, DONG Energy, aktiviteterne er flyttet tilbage fra Ensted Transithavn til Stigsnæsværkets Havn, er der kommet mere liv på havnen.
Ved havnen ligger Stigsnæs Gulfhavn Olie Terminal som udskiber og opbevarer olie.